# Dieter Blumenwitz
Dieter Blumenwitz (* 11. Juli 1939 in Regensburg; † 2. April 2005 in Würzburg) war ein deutscher Staats- und Völkerrechtler. Er war Professor an der Universität Augsburg und der Julius-Maximilians-Universität Würzburg.

## Leben
Blumenwitz war 1956/1957 als Stipendiat des American Field Service ein High School Jahr in Pasadena, Kalifornien (USA). Nach dem Abitur verbrachte er – unterstützt durch die Europäische Kommission – drei Monate in Straßburg (Frankreich).
Er studierte dann von 1957 bis 1962 Rechtswissenschaften und Politische Wissenschaften an der Ludwig-Maximilians-Universität München und der Hochschule für Politik München. 1962 legte er das erste und nach dem Rechtsreferendariat im Bezirk des Oberlandesgerichts München 1967 das zweite juristische Staatsexamen ab. 1965 wurde er beim Völkerrechtler Friedrich Berber an der Juristischen Fakultät der LMU München mit der Dissertation Die Grundlagen eines Friedensvertrages mit Deutschland. Ein völkerrechtlicher Beitrag zur künftigen Deutschlandpolitik zum Dr. jur. (summa cum laude) promoviert.
Ab 1964 war er wissenschaftlicher Assistent am Münchner Institut für Rechtsvergleichung unter Murad Ferid. 1970 folgte bei Berber die Habilitation für die Fächer Öffentliches Recht, insbesondere Völkerrecht und internationales Privatrecht (Arbeit: Der Schutz innerstaatlicher Rechtsgemeinschaften beim Abschluss völkerrechtlicher Verträge). Im Anschluss war er zunächst Privatdozent und Lehrstuhlvertreter (1970–1972) für Völkerrecht, Rechts- und Staatsphilosophie an der LMU München.
Ab 1971 war er Mitglied des Lehrkörpers an der Hochschule für Politik München (Fachbereiche „Recht und Staat“ und „internationale Politik“). Ab 1976 wurde er dort wiederholt in den Senat gewählt. 1978 wurde er Kuratoriumsmitglied und 2002 Prorektor der Hochschule. 1972 wurde er auf den Lehrstuhl für Öffentliches Recht, insbesondere Völkerrecht und Europarecht an die 1970 gegründete Universität Augsburg berufen. Darüber hinaus war er für anglo-amerikanisches Recht und internationales Privatrecht zuständig. Von 1973 bis 1975 war er auch hier Mitglied des Senats sowie von 1974 bis 1976 Dekan des Juristischen Fachbereichs und Direktor des Instituts für Öffentliches Recht. Seine Lehrstuhlnachfolge trat 1976 Karl Meessen an.
Den Ruf 1975 an die Freie Universität Berlin lehnte er ab. Zeitgleich erhielt er einen Ruf an die Julius-Maximilians-Universität Würzburg. Vom 4. Februar 1976 bis 2005 war er dort als Nachfolger von Friedrich August Freiherr von der Heydte Inhaber des Lehrstuhls für Völkerrecht, allgemeine Staatslehre, deutsches und bayerisches Staatsrecht und politische Wissenschaften. Er war zudem geschäftsführender Direktor des Instituts für Internationales Recht, Europarecht und Europäisches Privatrecht und von 1986 bis 1990 Prodekan bzw. Dekan der Juristischen Fakultät. Blumenwitz war ferner Vertrauensdozent der Konrad-Adenauer-Stiftung (ab 1978) und der Hanns-Seidel-Stiftung (ab 1983) und betreute über 100 Doktoranden und drei Habilitanden, darunter viele ausländische Stipendiaten. Zu seinen akademischen Schülern gehörten u. a. Winfried Bausback, Marten Breuer, Gilbert Gornig, Wolfgang Götzer, Michael Hakenberg, Hendrik Hoppenstedt,  Tobias H. Irmscher, Tilo Klinner, Rainhardt von Leoprechting, Kerstin Liesem, Renate Oxenknecht, Johannes-Jörg Riegler, Burkhard Schöbener, Daniel Volk, Dirk Hermann Voss, Anja Weisgerber und Otto Wiesheu.
Überdies war er als internationaler Schiedsrichter und Vortragender sowie als Berater, Prozessvertreter und Gutachter aktiv. So vertrat er 1973 den Freistaat Bayern (Grundlagenvertrag), 1977/78 die CDU/CSU-Fraktion im Deutschen Bundestag (Wehrpflichtnovelle) und 1993/94 die Bundesregierung (AWACS-Einsatz) vor dem Bundesverfassungsgericht. Darüber hinaus war er Counsel vor dem Europäischen Gerichtshof für Menschenrechte (EGMR) und dem Internationalen Gerichtshof (IGH) für das Fürstentum Liechtenstein.
Blumenwitz war Schriftenherausgeber von Staats- und Völkerrecht sowie Herausgeber der Zeitschrift Recht in Ost und West und der Zeitschrift für Politik. Fast zwei Jahrzehnte war er wissenschaftliches Beiratsmitglied des Hauses der Geschichte der Bundesrepublik Deutschland. Ferner war er Gründungsmitglied der Universidad Autonóma del Sur in Temuco (Chile), Kuratoriumsmitglied des Internationalen Instituts für Nationalitätenrecht und Regionalismus, Vorsitzender des Lenkungsausschusses der Studiengruppe für Politik und Völkerrecht, Beiratsmitglied der Europäischen Akademie Bozen (Tirol) und des Zentrums gegen Vertreibungen. Überdies war er Präsidiumsmitglied der deutschen Sektion der Forschungsgesellschaft für das Weltflüchtlingsproblem (AWR).
Blumenwitz war ab 1967 verheiratet und Vater einer Tochter. Er verstarb 2005 nach kurzer, schwerer Krankheit.

## Tätigkeit im Völker- und Staatsrecht
Blumenwitz war völkerrechtlicher Vertreter der Sudetendeutschen Landsmannschaft sowie Kuratoriumsmitglied der Stiftung „Zentrum gegen Vertreibungen“. Bekannt wurde Blumenwitz 1973, als er den Freistaat Bayern und dessen Klage gegen den deutsch-deutschen Grundlagenvertrag als Prozessbevollmächtigter vor dem Bundesverfassungsgericht vertrat. Es gelang ihm ein Urteil zu erstreiten, das diesen Grundvertrag weitgehend aushebelte.
2002 erarbeitete er im Auftrag der Sudetendeutschen Landsmannschaft ein Gutachten für das Europäische Parlament in Straßburg, dessen Inhalt im Wesentlichen behauptete, die Beneš-Dekrete stünden einem tschechischen EU-Beitritt im Wege und seien völkerrechtswidrig. Man verstoße mit dem fortdauernden Straffreiheitsgesetz gegen europäische und weltweit geltende Menschenrechte. Blumenwitz forderte im Namen des Volksgruppenschutzes, die tschechische Rechtsordnung und die nationale Eigentumsordnung dieses Landes den Maßgaben der EU unterzuordnen. Ebenfalls verlangte Blumenwitz von Tschechien die „Nachbefolgung der Beneš-Dekrete“ gegenüber der deutschen Minderheit, die auch durch die gegenwärtige Restitutionsgesetzgebung diskriminiert werde, aufzugeben und sich als EU-Beitrittskandidat bedingungslos der „Gemeinschaftsordnung“, sprich dem „geschriebenen und ungeschriebenen Gemeinschaftsrecht“ zu unterwerfen. Blumenwitz' Gutachten stellte die Antwort auf das Gutachten des Heidelberger Völkerrechtsprofessors Jochen Abraham Frowein dar, der eines im Auftrag des Europäischen Parlaments erstellt hatte. Frowein sah kein Rechtshindernis in den Beneš-Dekreten für den Beitritt Tschechiens zur EU.
Blumenwitz arbeitete ebenfalls Jahrzehnte an der wissenschaftlichen Legitimation der deutschen Ansprüche gegenüber den ehemaligen Ostgebieten des Deutschen Reiches. Er vertrat grundsätzlich die Meinung, dass die umgesiedelten Menschen ein Recht auf eine „Rückführung zur alten Heimatstätten und zu ihrem Besitz“ hätten. Wo diese Vorgehensweise der so genannten „Rückführung“ nicht mehr möglich ist, sollten die Eigentumsansprüche auf jeden Fall offengehalten werden. 1997 erstellte er im Auftrag der Kulturstiftung der deutschen Vertriebenen sein Buch „Internationale Schutzmechanismen zur Durchsetzung von Minderheiten und Volksgruppenrechten“. Hauptthese dieses Werkes war, den „Souveränitätsvorbehalt der die Minderheiten und Volksgruppen beherbergenden Staaten“ zu überwinden.
1979 reiste Blumenwitz nach Chile und beriet das Regime von Diktator Augusto Pinochet bei der Ausarbeitung einer neuen Verfassung. Außerdem unterstützte er 1980 gutachterlich die chilenische Colonia Dignidad im Prozess gegen die Menschenrechtsorganisation Amnesty International, die gegen die Sekte Vorwürfe wegen Menschenrechtsverletzungen und Folter erhoben hatte, und besuchte die Siedlung.

## Werke

### Einführung in das anglo-amerikanische Recht (1971)
Das Buch „Einführung in das anglo-amerikanische Recht“ ist eines seiner bekanntesten, es erschien 2003 bereits in der 7. Auflage. Für Studenten, Doktoranden und auch Praktiker ist es schwierig, einen Einstieg in dieses Thema zu finden.
Die anglo-amerikanische Rechtsordnung baut in ihrer Entwicklung auf dem konkreten Einzelfall auf, allgemein gültige Grundsätze sind somit schwer zu nennen. Das Buch beschreibt deshalb weniger das Sachrecht als die Methode der Rechtsfindung. Zudem wird ein Einblick in das Arbeiten mit Rechtsquellen, Literatur und den Wechselbeziehungen zwischen inländischem und ausländischem Recht gegeben.
Im Wesentlichen kann man zwischen zwei verschiedenen Gesetzesarten unterscheiden, dem case law (Richterrecht) und dem Statute Law (Gesetzesrecht). Die von der Legislative erstellten Gesetze werden meist als „Rechtsquelle 2. Ranges“ betrachtet. Sehr häufig ist es so, dass die sie interpretierenden Richtersprüche erst den Inhalt festlegen. Im Gegensatz zu Deutschland, wo beim Bundesgerichtshof auch schon einmal aus Lehrbüchern zitiert wird, verdanken die Engländer und Amerikaner ihr Recht mehr den Richtern und weniger dem demokratisch legitimierten Gesetzgeber und den Rechtsgelehrten.
Ein wichtiger Unterschied zwischen England und den USA ist die Anzahl der Fälle, die das höchste Gericht zu behandeln hat. Während der US-amerikanische Supreme Court es jährlich auf 2.000–3.000 Fälle schafft, beschränkt sich das englische House of Lords auf die 50 wichtigsten. In den USA kann das Gericht Fälle ablehnen, wenn sie politisch zu sehr aufgeladen sind (political question doctrine). Dies kann im Vergleich zu Deutschland manchmal von Vorteil sein: In Deutschland hat das Bundesverfassungsgericht bei Grundsatzfragen meist noch einen politisch richtungsweisenden Charakter.

### Die Überwindung der deutschen Teilung und die vier Mächte (1990)
In diesem Buch beschäftigte sich Dieter Blumenwitz mit den seit 1945 veröffentlichten Ideen und Vorschlägen zur Überwindung der Teilung Deutschlands und der Verantwortung der vier Hauptsiegermächte gegenüber Deutschland als Ganzem. Es handelt sich jeweils um Forschungsberichte Blumenwitz’, die im Auftrag der Kulturstiftung der deutschen Vertriebenen erstellt worden sind.
Der erste Teil stellt eine zusammenfassende Betrachtung von Vorschlägen zur Überwindung der deutschen Teilung seit 1945 dar, sowohl von Seiten der Vier Mächte als auch aus deutscher Sicht. Er wurde von Blumenwitz in vier Phasen untergliedert:
Phase 1 (1945/46) erörtert den Zeitpunkt der deutschen Teilung.
Nach der bedingungslosen Kapitulation der Wehrmacht habe das Potsdamer Protokoll erklärt, Deutschland als ein einheitliches Rechts- und Wirtschaftssubjekt erhalten zu wollen, es sei aber unter territoriale Treuhänderschaft gestellt worden. Es stellte sich bald heraus, dass sich die Interessen der Siegermächte zu „konträr“ zueinander verhalten und deswegen eine einheitliche Regierung von Seiten des Alliierten Kontrollrates unmöglich gewesen sei. Die Teilung Deutschlands habe sich als Folge der unterschiedlichen Interessen der vier alliierten Großmächte vollzogen.
Phase 2 (1946–1955) beschäftigte sich mit der Herausbildung des Status quo und mit den in dieser Zeit entstehenden Wiedervereinigungsplänen.
Der nach dem US-Außenminister James F. Byrnes benannte Byrnes-Plan wurde von Seiten der USA vorgeschlagen. Dieser sah zwar eine Wiedervereinigung Deutschlands nicht als staatliche Reorganisation vor, wäre aber eine Grundlage für eine effektive Politik für Gesamtdeutschland gewesen. Mit einem eigenen Plan zur Reorganisation Deutschlands habe die Sowjetunion die amerikanischen Bestrebungen abgelehnt. Dies hätte ein Auseinanderfallen der Siegermächte in zwei Parteien zur Folge gehabt.
Bemühungen von Seiten der Alliierten, sich auf ein einheitliches deutschlandpolitisches Konzept zu einigen, seien in Stillstand geraten. Der Konflikt sei auf die deutsche Politikebene verlagert worden. Eine Chance auf Einigung sei hier aber auch Ende 1951 an den unterschiedlichen Vorstellungen gescheitert, wie „freie Wahlen“ zu definieren sind. Deutschland sollte nach Meinung und Vorbild der DDR volksdemokratisch organisiert sein, für die Bundesrepublik Deutschland sei die deutsche Wiedervereinigung aber nur in Form eines föderativen demokratischen Rechtsstaats in Frage gekommen.
Phase 3 (1955–1969): Versuche zur Überwindung des Status quo.
Blumenwitz betrachtete in dieser Phase unter anderem Wiedervereinigungspläne von Seiten der Westalliierten, beispielsweise schildert er den Stellenwert der deutschen Frage auf der Genfer Außenministerkonferenz und den Plan des US-Außenministers Christian Herter, den Herter-Plan. Auch beschäftigt sich Blumenwitz mit dem Heusinger-Plan, dem Eckhardt-Plan, dem Fechter/Meissner-Plan, mit der „Österreich-Lösung“ für die DDR (die von Konrad Adenauer stammt), dem Globke-Plan, dem „Burgfriedenplan“ und zu guter Letzt mit der Friedensnote. All diese Konzepte stammten von der Bundesrepublik Deutschland. Auch die Sowjetunion habe sich damit beschäftigte, eine Lösung zum Thema deutsche Teilung zu finden. In dieser Zeit sei die Zwei-Staaten-Theorie entstanden, der Entwurf eines gesamteuropäischen kollektiven Sicherheitspaktes und ein weiterer Friedensvertragsentwurf, der am 10. Januar 1959 veröffentlicht wurde. Die DDR selbst entwickelte ebenso Wiedervereinigungspläne, die sogenannten Konföderationspläne, und die Idee der Wiedervereinigung durch Umgestaltung der Bundesrepublik in einen sozialistischen Staat marxistisch-leninistischer Prägung. Wie man erkennen könne, habe es nicht an Vorschlägen gemangelt. Allerdings seien alle genannten Pläne zur Überwindung des 1955 errichteten Status quo an den zu unterschiedlichen Vorstellungen der Siegermächte von einem neu strukturierten Deutschland gescheitert. Die Sowjetunion hätte ein rechtsstaatlich demokratisches Deutschland nicht akzeptieren wollen, die westlichen Siegermächte hätten ein kommunistisch geprägtes Deutschland abgelehnt.
Phase 4 (1969–1985) handelt von der Status-quo-Politik und den Bestrebungen zur Überwindung der deutschen Teilung durch Kooperation.
Die Bundesregierung habe in dieser Phase eine „neue deutsche Ostpolitik“ entworfen, die zum Ziel eine neue europäische Friedensordnung auf Basis des Status quo gehabt hätte.
Grundlegend für diese neue Form von Ostpolitik seien die Ostverträge.
Zum Schluss, in der letzten genannten Phase, bezog sich Blumenwitz auf die Überlegungen seit 1985. Er fasste die Positionen kurz zusammen und erstellte auf dieser Basis einen Ausblick, wie sich die Überlegungen zum Thema Überwindung der deutschen Teilung entwickeln könnten. Laut ihm änderte die Bundesregierung ihre deutschlandpolitischen Strategien trotz Ruf nach einer „operativen Deutschlandpolitik“ nicht. Der Prozess der staatlichen Einigung Deutschlands wurde von den Zwei-plus-Vier-Gesprächen begleitet. Hier wurde seiner Darstellung nach der immer noch große Einfluss der alliierten Mächte deutlich. Die deutschen Regierungen konnten sich in den Verhandlungen über innere Fragen verständigen, bei bedeutsamen Themen wie Sicherheit und den Grenzen Deutschlands seien die Verhandlungsausgänge allerdings weiterhin offen geblieben.

### Weitere Werke
- 1966 Die Grundlagen eines Friedensvertrages mit Deutschland
- 1972 Feindstaatenklauseln
- 1972 Der Schutz innerstaatlicher Rechtsgemeinschaft bei Abschluss völkerrechtlicher Verträge
- 1975 Das Staatsangehörigkeitsrecht der Vereinigten Staaten, Band 7 der Sammlung geltender Staatsangehörigkeitsgesetze (Neubearbeitung)
- 1978 Wehrpflicht und Zivildienst
- 1980 Die deutsch-polnischen Städtepartnerschaftsabkommen
- 1980 Die Darstellung der Grenzen Deutschlands in kartographischen Werken
- 1982 Die Ostverträge im Lichte des internationalen Vertragsrechts
- 1982 Was ist Deutschland? Staats- und völkerrechtliche Grundsätze zur deutschen Frage (3. Auflage 1989)
- 1983 Verfassungsentwicklung der dritten Welt
- 1985 Der Prager Vertrag
- 1989 Denk ich an Deutschland
- 1989 What is Germany? Exploring Germany’s status after World War II
- 1992 Staatennachfolge und Einigung Deutschlands
- 1992 Das Offenhalten der Vermögensfrage in den deutsch-polnischen Beziehungen
- 1992 Minderheiten und Volksgruppenrecht. Aktuelle Entwicklung
- 1994 This is Germany – Germany’s legal status after unification
- 1995 Volksgruppen und Minderheiten. Politische Vertretung und Kulturautonomie
- 1996 The legal status of divided nations
- 1997 Internationale Schutzmechanismen zur Durchsetzung von Minderheiten und Volksgruppenrechten
- 1998 Interessenausgleich zwischen Deutschland und den östlichen Nachbarn
- 1999 Wahlrecht für Deutsche in Polen? Zur Möglichkeit einer Beteiligung der deutschen Bevölkerungsgruppe in Polen an den Wahlen zum Deutschen Bundestag
- 2000 Positionen der katholischen Kirche zum Schutz von Minderheiten und Volksgruppen in der internationalen Friedensordnung
- 2000 Das Grundrecht des Eigentums: Grundsätze und aktuelle Probleme
- 2001 Fälle und Lösungen zum Völkerrecht
- 2001 Vorschlag einer Minderheitenschutzbestimmung in der Charta der Grundrechte der europäischen Union
- 2005 Okkupation und Revolution in Slowenien (1941–1946): eine völkerrechtliche Untersuchung

Daneben verfasste Dieter Blumenwitz  etwa 250 Zeitungsaufsätze und arbeitete bei 4 Bänden der Pol-educ-Reihe mitgearbeitet. Er erstellte Rechtsgutachten und erstellte etwa 25 Beiträge (u. a. „Der Bundesrat“) Art. 50–53 GG im Bonner Kommentar zum Grundgesetz.

## Auszeichnungen
- 1981: Plakette für Verdienste um den deutschen Osten und das Selbstbestimmungsrecht des Bundes der Vertriebenen
- 1985: Orden al Mérito de Chile
- 1990: Medaille für besondere Verdienste um Bayern in einem vereinten Europa (Europamedaille)
- 1990: Preußenschild der Landsmannschaft Ostpreußen
- 1993: Verdienstkreuz am Bande der Bundesrepublik Deutschland
- 1995: Bayerische Verfassungsmedaille[6]
- 1996: Bayerischer Verdienstorden[13]
- 1998: Europäischer Karlspreis der Sudetendeutschen Landsmannschaft
- 2003: Ehrendoktorwürde der Ukrainischen Freien Universität München
- 2004: Ehrendoktorwürde der Staatlichen Forstuniversität Lemberg (Ukraine)